# Marcilly-le-Châtel
Marcilly-le-Châtel là một xã trong tỉnh Loire miền trung nước Pháp.